# جان ویک: بخش ۳ – پارابلوم
جان ویک: بخش ۳ – پارابلوم (به انگلیسی: John Wick: Chapter 3 – Parabellum) یک فیلم اکشن و نئو-نوآر آمریکایی با بازی کیانو ریوز و کارگردانی چاد استاهلسکی که در سال ۲۰۱۹ روانهٔ سینماها شد. این فیلم سومین قسمت از سری فیلم‌های جان ویک، دنباله‌ای بر جان ویک (۲۰۱۴) و جان ویک: بخش ۲ (۲۰۱۷) محسوب و داستان آن کمی بعد از وقایع قسمت دوم روایت می‌شود. دنباله‌ای نیز بنام جان ویک: بخش ۴ در سال ۲۰۲۳ منتشر شد، همچنین یک اسپین‌آف بنام بالرین در سال ۲۰۲۵ با بازی آنا د آرماس و کیانو ریوز در نقش جان ویک منتشر شد. داستان فیلم درباره جان ویک است که پس از تعیین جایزه برای قتلش، از دست گروهی از آدمکش‌ها فرار می‌کند. 
این فیلم برای نخستین‌بار در تاریخ ۱۷ مه ۲۰۱۹ توسط لاینزگیت در ایالات متحده آمریکا منتشر شد و با درآمد ۳۲۶ میلیون دلار در ۱۰ روز به یکی از پرفروش‌ترین فیلم‌های سال ۲۰۱۹ بدل گردید. فیلم در زمینه صحنه‌های اکشن و جلوه‌های بصری و همین‌طور عملکرد ریوز نظرات مثبت منتقدان را دریافت کرد و خیلی سریع خبر تولید قسمت چهارم آن اعلام شد. قرار بود جان ویک: بخش ۴ در ۲۱ مه ۲۰۲۱ منتشر شود ولی زمان انتشار آن تا تاریخ ۲۴ مارس ۲۰۲۳ به تعویق افتاد.

## داستان
جان ویک بعد از کشتن یکی از اعضای «انجمن بین‌المللی قاتلین» یعنی سانتینو د آنتونیو در هتل کنتیننتال، هنوز هم در حال فرار است. این در حالی است که یک قرارداد بین‌المللی ۱۴ میلیون دلاری برای کشتن او تنظیم شده و جان هم به خاطر زیر پا گذاشتن قوانین هتل کنتیننتال، نمی‌تواند از خدمات و سرویس‌های این هتل در هیچ‌کجای دنیا استفاده کند. این موضوع باعث شده که بی رحم‌ترین قاتلان دنیا از زن و مرد در هر گوشه منتظر جان ویک باشند تا او را نابود کنند و جایزه خود را بگیرند. در این میان، جان ویک از یکی از دوستان نزدیکش به نام سوفیا که او هم یک آدمکش حرفه ای و ماهر است، کمک می‌گیرد تا بتواند از نیویورک خارج شود. پس از خروج از نیویورک به کازابلانکا در مراکش می‌رود و سعی می‌کند بالاترین مقام مجلس عالی را ملاقات کند. پس از ملاقات، به نیویورک برمیگردد تا طبق قرار خود با رئیس مجلس عالی، دوست خود (وینستون) را بکشد اما پشیمان می‌شود. با پشیمانی جان از کشتن وینستون، نیروهای ویژهٔ مجلس عالی برای کشتن جان و ویسنتون و همچنین برای تسخیر هتل کنتینانتال به آنجا یورش می‌برند ولی جان و افراد وینستون مقاومت می‌کنند. در پایان این نبرد، وینستون با نماینده مجلس عالی (قاضی) توافق می‌کند در صورت پس گرفتن کنتینانتال، جان را بکشد. وینستون به جان شلیک می‌کند ولی جان به شکلی معجزه آسا زنده می‌ماند. حال جان ویک و بائوری (پادشاه) با هم متحد می‌شوند تا برای همیشه مجلس عالی را نابود کنند.

## بازیگران
- کیانو ریوز در نقش جان ویک
- هلی بری در نقش سوفیا، قاتل سابق، و دوست قدیمی جان، که هتل کونتیننتال را در مراکش مدیریت می‌کند.
- مارک داکاسیوس در نقش زیرو
- ایان مک‌شین در نقش وینستون
- لنس ردیک در نقش شارون، رزروشن هتل کونتیننتال
- لارنس فیشبرن در نقش بائوری (پادشاه)
- آسیا کیت دیلون در نقش قاضی مجلس عالی
- آنجلیکا هیوستون در نقش مدیر
- جیسون منتزوکس در نقش تیک تاک من، یکی از افراد بائوری
- سعید تغماوی در نقش مقام بلندپایه
- توبیاس سگال در نقش ارل
- بوبان ماریانوویچ در نقش ارنست
- تیگر چن در نقش تریاد
- سیسپ آریف رحمان در نقش دستیار زیرو، شینوبی شماره ۱
- یایان روهیان در نقش دستیار زیرو، شینوبی شماره ۲
- سوزان بلوممارت در نقش کتابدار
- رندل دوک کیم در نقش دکتر
- مارگارت دالی در نقش اپراتور

## ساخت
تولید جان ویک ۳ در ژوئن ۲۰۱۷ اعلام و فیلم‌برداری آن از آغاز سال ۲۰۱۸ شروع شد. بسیاری از بازیگران قسمت‌های قبل مجدداً به نقش آفرینی پرداختند و بازیگران جدید در ماه مه همان سال به عوامل فیلم ملحق شدند. این فیلم عمدتاً در نیویورک، مونترال و مراکش فیلم‌برداری شد که این فیلم‌برداری تا ماه نوامبر طول کشید.

## بازخوردها
- در وب‌سایت جمع‌آوری نقد و بررسی راتن تومیتوز، این فیلم امتیاز ۸۹٪ را با میانگین امتیاز ۷٫۵ از ۱۰، بر اساس رای ۳۵۹ نقد، را کسب کرده است. نظر منتقدان این وب‌سایت این است: «جان ویک: ۳ برای بار دیگری از یک اکشن فوق‌العاده که طرفداران این مجموعه انتظار دارند، دوباره بارگذاری می‌کند.»[۱۲]
- در متاکریتیک، این فیلم میانگین امتیاز ۷۳ از ۱۰۰ را بر اساس ۵۰ منتقد دارد که نشان‌دهنده نقدهای «به‌طور کلی مطلوب» است.[۱۳]
- مخاطبانی که توسط سینماسکور مورد نظرسنجی قرار گرفتند، به این فیلم امتیاز متوسط "A-" را در مقیاس A+ تا F دادند، همانند فیلم قبلی، در حالی که مخاطبان پست‌ترک به این فیلم نمره ۴٫۵ از ۵ ستاره دادند و ۷۵٪  دیدن این فیلم را «قطعاً توصیه» کردند.
- همچنین در فهرست «بهترین فیلم‌های اکشن سال ۲۰۱۹» در سایت راتن تومیتوز، این فیلم در رتبه دوم قرار گرفت.[۱۴]
- این فیلم در ایالات متحده و کانادا ۱۷۱ میلیون دلار و در سایر مناطق ۱۵۶٫۷ میلیون دلار فروش داشت که در مجموع به ۳۲۷٫۷ میلیون دلار در سراسر جهان رسید. ددلاین هالیوود سود خالص فیلم را با احتساب تمام هزینه‌ها و درآمدها، ۸۹ میلیون دلار محاسبه کرد.[۱۵]